# Bovesse
Bovesse est un village de Hesbaye namuroise, au nord-ouest de la ville de Namur, en Belgique. Administrativement il fait partie de la commune de La Bruyère située en Région wallonne dans la province de Namur. C'était une commune à part entière avant la fusion des communes de 1977.

## Toponymie
Le nom de Bovesse viendrait de la forme romane "Bovesch", bien qu'aucune trace matérielle d'occupation romaine n'ait été trouvée jusqu'à présent.

## Évolution démographique
- Source: DGS, 1831 à 1970=recensements population, 1976= habitants au 31 décembre

Des habitants de Bovesse partirent pour le Wisconsin à la fin du XIXe siècle.

## Histoire
Au XIVe siècle, Jacquemin de Bovesch détenait un fief relevant du ban de Faulx : il s'était approprié la seigneurie du Va (Mohimont et la Distillerie).
Cette seigneurie passa en 1450 aux Oultremont, qui la conservèrent jusqu'en 1725.
La part féodale passa au comte de Hoen avant d'être revendue en 1743 au comte de Balâtre.
En 1759, elle passa au comte Cornet d'Elzius, qui exerçait les pouvoirs de haute, moyenne et basse justice.
Quant à la seigneurie foncière, celle-ci fut vendue en 1757 à Nicolas Passquet pour la part censale ; pour la part féodale, le château et ses dépendances furent vendus à Renier Marchand de Merdorp.
En 1780, le château et ses dépendances échurent à Renier Marchand, fils de celui mentionné précédemment (chanoine de Ciney).

## Patrimoine et culture

### Patrimoine culturel
- En 1930, pour fêter les 100 ans de l'indépendance de la Belgique, un Arbre Centenaire (un hêtre commun) a été planté sur la Place Lucien Séverin, à droite de l'entrée du parking.

### Lieux notables & patrimoine architectural
- La place Lucien Séverin, qui abrite l'église Saint-Nicolas datant du XIXe siècle, l'école communale de Bovesse et la Salle Le Maillon.
- Le Château de la Distillerie, appartenant à la famille Oultremont de 1450 à 1725, mais les anciennes ruines de celui-ci daterai du 16e siècle. Il a été racheté et rénové autour de 2019[1] et est maintenant une propriété privée.
- Le cimetière de Bovesse.
- La ferme Mohimont, datant du XVIIe siècle est toujours en activité, et la ferme aux Chiens abrite maintenant une salle de fête et une association culturelle[2].
- Le ruisseau de Bovesse, qui part du Carrefour Didi, traverse la prairie de la ferme Mohimont, passe par Chenoy, devient le ruisseau d'Argent pour enfin sortir du village est redevenir le ruisseau de Bovesse. Une partie sans nom du ruisseau se sépare non loin du cimetière et vient se déposer dans l'étang de la propriété du Château de la Distillerie.
- Le bois Thibault, donné par la famille Thibault au Centre Rural de La Bruyère le 8 juin 2004[3].
- Deux domaines viticoles : le plus petit domaine du Ry d'Argent et le très grand domaine du Chenoy.
- Une partie du bois de Ban, au sud du village.
- Les trois chapelles du village : la chapelle Saint-Donas au carrefour de la rue du Ruisseau, rue de la Ronce, rue de la Dîme et rues des Fermes, la chapelle Notre-Dame de Lourdes entre le 5 et le 7 de la rue du ruisseau et la chapelle Notre-Dame de Grâce à côté du 9 rue de Temploux.
- Le village est desservi par la gare de Saint-Denis-Bovesse sur la ligne 161 des Chemins de fer belges, entre Gembloux et Namur.

### Quartiers & lieux-dits nommés
- Le Carrefour Didi, le grand carrefour à rond point où se croise la route d'Eghezée, la chaussée de Namur et la chaussée de Bruxelles.
- Le Quartier de l'Europe, regroupant la rue de l'Europe au dessus du village.
- Chenoy, où se trouve le domaine du Chenoy à l'est du village.
- La Houlette, regroupant le quartier de la rue de la Houlette et de la rue de Temploux.
- Marette, désignant le rassemblement de maisons dans la rue de Marette.
- Malakof, le petit pâté de maisons à la limite administrative de la route d'Eghezée dont une partie est à Gembloux.
- Le Manoir, pour désigner la zone autour du manoir de la rue du Manoir.
- D'autres lieux-dits dont ont connait le nom mais pas leurs emplacements exacte sont la Hurée des Bergers, la Fontaine aux Corbeaux, la Taille des Renards, la Campagne de Fusimont et Au Petit Ban, se trouvant tous dans les champs à l'ouest du village[4].

## Enseignement
L'École communale de Bovesse est la seule école du village, une école primaire se trouvant sur la Place Lucien Séverin au nº1.

## Économie
Bovesse est un des plus petits villages de la commune de La Bruyère (465 ha). Terre riche pour la culture du blé et de la betterave sucrière. Bovesse a une tradition agricole : ferme aux chiens, ferme Mohimont et ferme des Bonelles. Depuis les années 1970, par sa situation géographique proche de Gembloux et de Namur, Bovesse devient un village résidentiel. Plusieurs grandes fermes sont toujours en activité. Il y a aussi quelques petites et moyennes entreprises.